# Marmara gulosa
Marmara gulosa är en fjärilsart som beskrevs av Guillén och Davis 2001. Marmara gulosa ingår i släktet Marmara och familjen styltmalar.
Artens utbredningsområde är Kuba. Inga underarter finns listade i Catalogue of Life.

## Bildgalleri

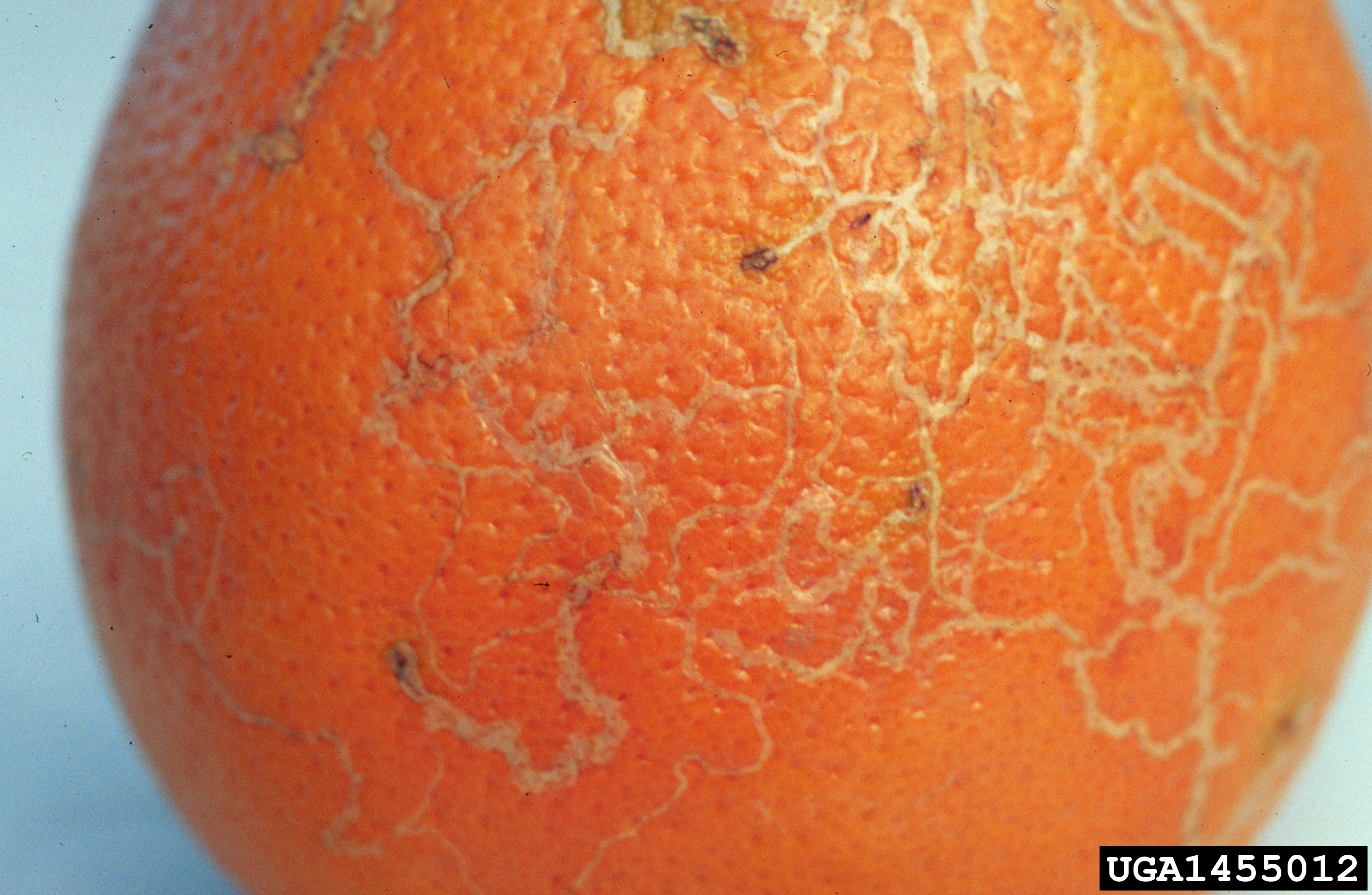